# Andries Treurnicht

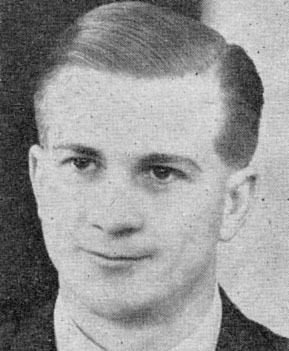
Andries Treurnicht (Anfang der 1950er-Jahre)

Andries Petrus Treurnicht [ˈtrəørnəxt] (* 19. Februar 1921 in Piketberg, Kapprovinz; † 22. April 1993 in Kapstadt) war ein südafrikanischer Politiker und Autor. Er war von 1971 bis zu seinem Tod Mitglied des südafrikanischen Parlaments und von 1972 bis 1974 Vorsitzender des burisch-nationalistischen Afrikaner Broederbond. Nach der Abspaltung von der Nasionale Party 1982 war er Vorsitzender der Konserwatiewe Party und damit von 1987 bis 1993 offizieller Oppositionsführer. Treurnicht war ein kompromissloser Vertreter der Rassentrennung und Vorherrschaft der Weißen.

## Leben
An der Universität Stellenbosch erwarb er einen Master-Abschluss in Theologie. Er war ab 1946 für die Niederländisch-reformierte Kirche 14 Jahre Pastor in verschiedenen Gemeinden und wurde zum stellvertretenden Vorsitzenden der landesweiten Synode gewählt. 1949 heiratete er Engela Dreyer, mit der er vier Töchter bekam. Mit einer Arbeit über Abraham Kuypers Ansichten zum Verhältnis von Staat und Kirche wurde er 1956 an der Universität Kapstadt im Fach Politische Philosophie promoviert. 1960 begann Treurnicht eine Laufbahn als Journalist. Er wurde Herausgeber von Die Kerkbode (1960–1967) – der Zeitschrift der Niederländisch-reformierten Kirche – und Hoofstad (1967–1971).
1970 wurde Treurnicht Politiker. Im Zuge der Parlamentswahlen 1971 wurde er für die regierende Nasionale Party (NP) zum Abgeordneten des Wahlkreises Waterberg gewählt. Von 1972 bis 1974 war er Vorsitzender der einflussreichen Geheimgesellschaft Afrikaner Broederbond. 1976 wurde er zum stellvertretenden Bildungsminister ernannt. Er gab die Direktive heraus, dass auch für schwarze Schüler die Hälfte des Unterrichts in der Sprache Afrikaans abgehalten werden sollte. Dies führte ab dem 16. Juni 1976 zum Aufstand in Soweto mit Hunderten toter Schüler. Wegen seiner kompromisslosen Haltung nannte man ihn auch „Dr. No“. 1978 wurde er zum Parteichef der damaligen Provinz Transvaal ernannt, ab 1979 war er Minister für den Öffentlichen Dienst, Statistik und Tourismus und ein Jahr darauf Minister für Verwaltung und Statistik.
Am 20. März 1982 verließen Treurnicht und weitere 22 Abgeordnete die NP und gründeten die Konserwatiewe Party (KP bzw. CP). Die Parlamentarier wollten damit ihre Opposition zur Regierungspolitik demonstrieren, die die Regeln der Apartheid mit der Bildung von einflussarmen Parlamenten für Coloureds und „Inder“ leicht gelockert hatte. Die KP warf der Regierung vor, die Macht mit den übrigen Bevölkerungsgruppen teilen zu wollen. Treurnicht wurde zum Parteivorsitzenden gewählt. Bei den Parlamentswahlen 1987 gewann die KP rund 550.000 Stimmen der weißen Wählerschaft, vor allem von Afrikaans-Sprechern, und überflügelte mit 22 Sitzen erstmals die liberale Progressive Federal Party (PFP), so dass Treurnicht Oppositionsführer wurde. Bei den vorgezogenen Parlamentswahlen 1989 erhielt seine Partei rund 31,5 % der Stimmen und 41 der 178 Sitze. Als sich die Niederländisch-reformierte Kirche Ende 1990 von der Apartheid abkehrte, organisierte Treurnicht Protestversammlungen gegen diese Entscheidung.
Treurnicht und seine KP führten 1992 eine Kampagne für ein „Nein“ im von der NP-Regierung unter Frederik Willem de Klerk initiierten Referendum, das die Zustimmung der Weißen zu Verhandlungen über ein Ende der Apartheid erreichen sollte. Fast eine Million weiße Südafrikaner, vor allem Buren, stimmten mit „Nein“, jedoch votierten rund zwei Millionen für das Referendum. 1993 wurde das ranghohe KP-Mitglied Clive Derby-Lewis überführt, auf Geheiß der KP-Führung das Mordkomplott gegen den ANC-Politiker Chris Hani organisiert zu haben. Treurnicht starb kurz darauf während einer Herzoperation. Sein Nachfolger als zweiter und letzter Parteivorsitzender der KP wurde Ferdinand Hartzenberg.

## Literarisches Werk
Treurnicht schrieb 16 Bücher, vor allem über kulturelle Themen. Darin zeigt er sich als radikaler Verfechter der Apartheid, etwa in seinem 1975 erschienenen Buch Credo van ’n Afrikaner, in dem er unter anderem behauptete, dass die Rassentrennung in Südafrika bereits 1652, im Jahr der Ankunft weißer Siedler, eingeführt worden sei.